# Melitaea heynei
Melitaea heynei är en fjärilsart som beskrevs av Rühl 1893. Melitaea heynei ingår i släktet Melitaea och familjen praktfjärilar. Inga underarter finns listade i Catalogue of Life.